# Bernhard Bodenstein
Bernhard Bodenstein (* 1. Juli 1876 in Stieringen, Reichsland Elsaß-Lothringen; † 1940 in Brühl (Rheinland)) war ein deutscher Verwaltungsjurist.

## Leben
Bodenstein studierte an der Ludwig-Maximilians-Universität München Rechtswissenschaft. 1895 wurde er im Corps Bavaria München recipiert. Als promovierter Gerichtsassessor wurde er 1906 stellvertretender Leiter des Vereins für die bergbaulichen Interessen im Oberbergamtsbezirk Dortmund. Er trat in die Reichsverwaltung und war ab 1910 Hilfsarbeiter, dann Regierungsrat im Statistischen Reichsamt. Im Ersten Weltkrieg war er zunächst Chef der Militärpolizei und der belgischen Polizei in Brüssel und Lüttich. 1915 bis 1917 war er Polizeipräsident von Metz und Hauptmann beim Stab des Militärpolizeimeisters. Nach dem Krieg kam er 1919 als Hilfsreferent in das Reichsarbeitsministerium. Als Ministerialrat war er 1920 an der Konferenz von Spa beteiligt. Im selben Jahr war er staatlicher Vertreter bei den Tarifverhandlungen im Ruhrbergbau. Als Ministerialrat kam er 1922 in die Abt. IV C (Arbeitsverhältnisse, Schlichtungswesen) und dann in die Abt. V (Siedlungswesen) im Reichsarbeitsministerium. 1924 war er Vorsitzender und Mitglied diverser Aufsichtsräte und Rechtsanwalt beim Kammergericht. 1934 wurde er in den dauernden Ruhestand versetzt. Als Major der Reserve war er 1940 während der deutschen Besetzung der Niederlande Industriebeauftragter vom Oberkommando der Wehrmacht in Amsterdam und Den Haag.

## Werke
- Arbeiterausschüsse, Arbeitsordnungen, Unterstützungskassen im Bergbau Erläuterungen zur Berggesetznovelle von 1905. Radke's Nachf. Thaden & Schmemann, Essen 1905.
- Arbeitszeit, Seilfahrt und Ruhezeit der Bergarbeiter nach der Entscheidung des Kammergerichts. Verlag Glückauf 1907
- Die Beschäftigung ausländischer Arbeiter in der Industrie : Vortr., gehalten in d. Versammlung d. Hauptstelle dt. Arbeitgeber-Verbände am 27. Juni 1908 in Berlin. Baedeker, Essen 1908.
- Der Arbeitsmarkt in Industrie und Landwirtschaft und seine Organisation. Vorträge gehalten auf der Tagung der Mitteleuropäischen Wirtschaftsvereine in Berlin am 17. Mai 1909. Puttkammer & Mühlbrecht, Berlin 1909.
- Verordnungen für den Festungsbereich Metz seit Kriegsbeginn. Lothringer Zeitung, Metz 1916.